# Walter Giger

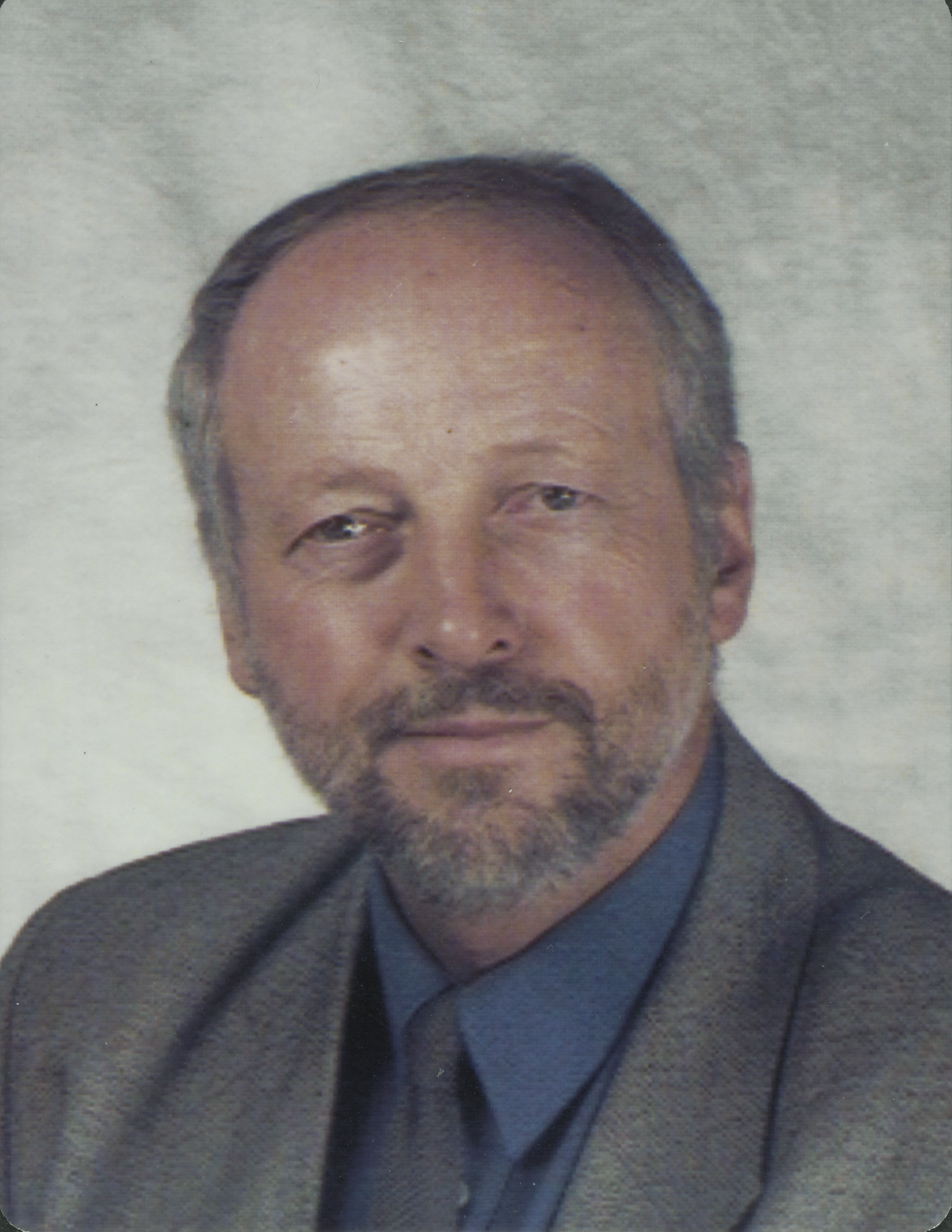
Walter Giger (1997)

Walter Giger (* 6. September 1943 in Zürich) ist ein Schweizer Chemiker. Er arbeitete an der Eidgenössischen Anstalt für Wasserversorgung, Abwasserreinigung und Gewässerschutz (Eawag), wo er die Abteilung Chemische Problemstoffe leitete. Seit dem 1. Juli 1995 ist er zudem Titularprofessor für Umweltchemie an der ETH Zürich. 2005 trat er in den Ruhestand und gründete eine eigene Firma, um weiter auf seinem Gebiet forschen und beraten zu können.
Giger war einer der ersten, die sich mit der Methodenentwicklung für die Spurenanalytik organischer Umweltchemikalien befassten. Er untersuchte schon früh das Verhalten von Spurenstoffen bei der Abwasserbehandlung, insbesondere in Kläranlagen. Im Jahr 1984 entdeckte er als erster, dass Nonylphenolethoxylate in Kläranlagen zu 4-Nonylphenolen, die auf viele Organismen toxisch wirken, abgebaut werden und bedeutende Mengen davon in die Gewässer gelangen. Nach vielen weiteren Studien und freiwilligen Selbstverpflichtungen der Industrie wurde im Jahr 2003 die Verwendung von Nonylphenolethoxylaten und Nonylphenolen in der EU stark eingeschränkt.
Im September 2008 widmete ihm die Zeitschrift Environmental Science & Technology eine Ausgabe.

## Wissenschaftliche Laufbahn
Giger promovierte 1971 am Institut für Organische Chemie an der ETH Zürich. 1972 war er als Postdoc an der Woods Hole Oceanographic Institution. Im gleichen Jahr trat er eine Stelle an der Eawag in Dübendorf an. Zwischenzeitlich war er Gastwissenschaftler an der Stanford University und 1987 Dozent an der Universität Karlsruhe. Von letzterer wurde er 1991 zum Honorarprofessor ernannt. Im Jahr 2001 wurde er als Mitglied in die ISI Highly Cited Researchers Database aufgenommen.
Giger war Vorstandsmitglied und Präsident der Division für analytische Wissenschaften der Schweizerischen Chemischen Gesellschaft.
Im Jahr 2023 wurde ihm von der European Chemical Society der DCE Career Award verliehen.